# Paraspadella johnstoni
Paraspadella johnstoni är en djurart som tillhör fylumet pilmaskar, och som först beskrevs av Mawson 1944.  Paraspadella johnstoni ingår i släktet Paraspadella och familjen Spadellidae. Inga underarter finns listade i Catalogue of Life.